# Sandhem
Sandhem è un'area urbana della Svezia situata nel comune di Mullsjö, contea di Jönköping.
La popolazione risultante dal censimento 2010 era di 702 abitanti.